# Adscharische Autonome Sozialistische Sowjetrepublik

Flagge der Adscharischen ASSR

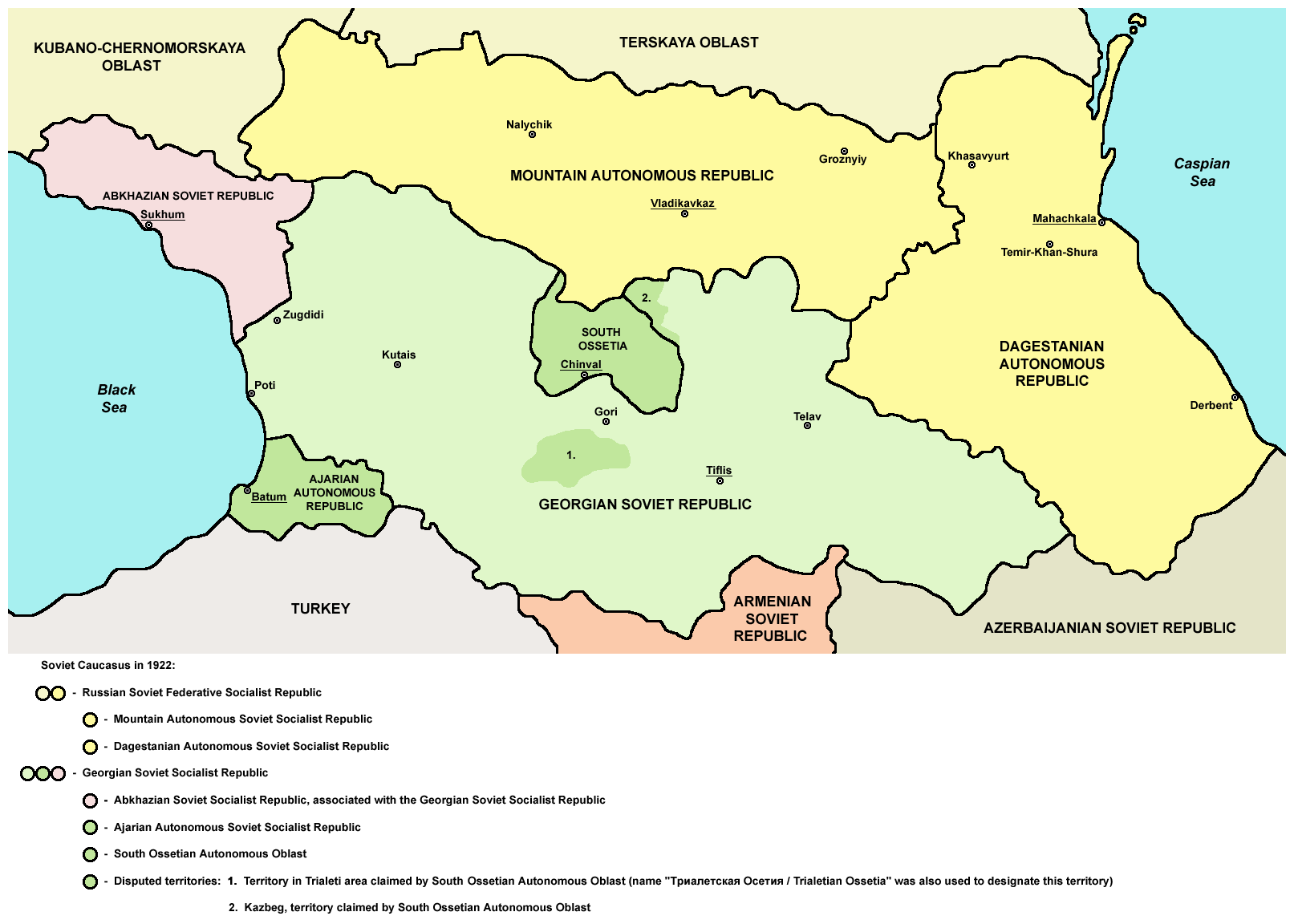
Karte der Adscharischen ASSR im Jahre 1922 (dünkelgrün links)

Die Adscharische Autonome Sozialistische Sowjetrepublik (Adscharen-ASSR oder auch Adscharien Autonome Sozialistische Sowjetrepublik; georgisch: აჭარის ავტონომიური საბჭოთა სოციალისტური რესპუბლიკა, russisch Аджарская Автономная Советская Социалистическая Республика) war eine autonome Republik innerhalb der Georgischen SSR. Sie wurde gegründet am 16. Juli 1921, bestand bis zum Zerfall der Sowjetunion im Jahre 1991 und wurde anschließend zur Autonomen Republik Adscharien des unabhängigen Georgien. Die Hauptstadt war Batumi.

## Geschichte
Nach einer vorübergehenden Besetzung durch türkische und britische Truppen in den Jahren 1918–1920 wurde 1920 Adscharien mit Georgien wiedervereinigt. Nach einem kurzen militärischen Konflikt vom März 1921, trat die Regierung in Ankara das Territorium Georgiens durch Artikel VI des Vertrags von Kars mit der Bedingung der Autonomie für die muslimische Bevölkerung ab. Sowjetrussland etablierte die adscharische Autonome Sozialistische Sowjetrepublik am 16. Juli 1921 in Übereinstimmung mit dieser Klausel. Die sowjetische Regierung rief die Adscharische Autonome Sozialistische Sowjetrepublik noch am gleichen Tag, am 16. Juli 1921, aus.
Die Türkei trat die Region an die Bolschewiki ab unter der Bedingung, dass ihr die Autonomie gewährt werden würde im Interesse der Muslime unter der gemischten Bevölkerung Adschariens. Es wird vermutet, dass Moskau auch verhindern wollte, dass Georgien die vollständige Kontrolle der wichtigen Schwarzmeer-Häfen von Batumi erhielt, und dass sie die kommunistischen Neigungen unter den ethnischen georgischen Muslimen, die in der Türkei lebten, unterstützen wollte. Jedoch wurde unter der Diktatur Josef Stalins der Islam wie auch das Christentum unterdrückt.
Im April 1929 griffen die muslimischen Bewohner der Bergregionen in Adscharien zu den Waffen, um gegen die  Zwangskollektivierung und die Einschränkung der Religionsfreiheit zu kämpfen. Sowjetische Truppen schlugen den Aufstand rasch nieder. Tausende von Adscharen wurden aus der Republik deportiert. Nach dem Zweiten Weltkrieg lebten etwa 154.000 Menschen in der Republik, davon rund 71.000 in der Hauptstadt Batum.